# Fordia
Fordia é um género botânico pertencente à família Fabaceae.

## Espécies
- Fordia incredibilis
- Fordia lanceolata
- Fordia ophirensis
- Fordia pauciflora

1. ↑  «Fordia — World Flora Online». www.worldfloraonline.org. Consultado em 19 de agosto de 2020